# Meccanismo europeo di stabilità
Il Meccanismo europeo di stabilità (MES), detto anche Fondo salva-Stati, è un'organizzazione internazionale a carattere regionale nata come fondo finanziario europeo per la stabilità finanziaria della zona euro (art. 3), istituita per trattato dagli Stati membri della zona euro per fondare un'organizzazione internazionale con sede in Lussemburgo, che avrebbe dovuto funzionare come fonte permanente di assistenza finanziaria per gli Stati membri in difficoltà, con una capacità di prestito massima di € 500 miliardi.
L'assistenza conferita è però sottoposta a strette condizioni, trattandosi di uno strumento a disposizione dell'Unione economica e monetaria affinché gli Stati si facciano garanti, cioè adottino le misure necessarie per la stabilità economica, avendo come punto fermo il principio della responsabilità delle finanze pubbliche.

## Storia

### Prima fase: il tentativo di istituzione all'interno alla UE
La decisione di istituire il meccanismo fu presa a livello Ecofin il 9-10 maggio 2010 e poi a livello di Consiglio europeo il 25 marzo 2011, mediante la Decisione del Consiglio europeo 2011/199/UE che modifica l’articolo 136 del Trattato sul funzionamento dell’Unione europea relativamente a un meccanismo di stabilità per gli Stati membri la cui moneta è l’euro, fatta a
Bruxelles il 25 marzo 2011.
Esso era stato approvato il 23 marzo 2011 dal Parlamento europeo e ratificato dal Consiglio europeo a Bruxelles il 25 marzo 2011.
(Articolo 136 ultimo comma TFUE come introdotto dalla Decisione del Consiglio europeo 2011/199/UE)
L'esercizio di tale facoltà, attribuita agli Stati dell'Eurozona, avrebbe anche consentito di sostituire i due programmi di finanziamento temporanei dell'UE: lo strumento europeo di stabilità finanziaria (SESF) e il meccanismo europeo di stabilizzazione finanziaria (MESF). I nuovi salvataggi degli Stati membri dell'Eurozona sarebbero così stati coperti, nel disegno dei firmatari, dal MES (mentre il SESF e il MESF avrebbero continuato a gestire i trasferimenti di denaro e il monitoraggio dei programmi per i salvataggi precedentemente approvati per Irlanda, Portogallo e Grecia).

#### Il disegno di legge di ratifica in Italia
In Italia il Governo (Governo Berlusconi IV), durante il Consiglio dei Ministri n° 149 del 3 agosto 2011, approvò il disegno di legge di ratifica del trattato attinente alla modifica dell'articolo 136 TFUE. 
Il comunicato stampa del Consiglio dei Ministri del Governo Berlusconi IV del 3/8/2011 riporta l'approvazione nel corso della riunione della "Decisione del Consiglio Europeo 2011/199/UE, che modifica l'art. 136 del Trattato sul funzionamento dell'Unione europea relativamente ad un meccanismo di stabilità (MES) nei Paesi la cui moneta è l'Euro, del relativo disegno di legge per la ratifica. Obiettivo della decisione è che tutti gli stati dell'Eurozona possano istituire, se necessario, un meccanismo che renda possibile affrontare situazioni di rischio per la stabilità finanziaria dell'intera area dell'Euro."
Successivamente, il relativo disegno di legge fu depositato in Senato dal medesimo Governo, ma fu licenziato verso la Camera bassa solo il 13 luglio 2012, sotto la vigenza del successivo Governo.

### Seconda fase: l'istituzione della separata organizzazione internazionale
Il Consiglio Europeo di Bruxelles del 9 dicembre 2011, con l'aggravarsi della crisi dei debiti pubblici, decise l'anticipazione dell'entrata in vigore del fondo, inizialmente prevista per la metà del 2013, a partire da luglio 2012.
Il trattato che istituisce il Meccanismo europeo di stabilità (MES), con Allegati, fatto a Bruxelles il 2 febbraio 2012 - "sorpassando" l'iter del parallelo atto per la modifica dell'articolo 136 del TFUE - dovette inizialmente assumere la veste di atto istitutivo di un'organizzazione intergovernativa (sul modello del FMI), a motivo della struttura fondata su un consiglio di governatori (formato da rappresentanti degli stati membri) e su un consiglio di amministrazione e del potere, attribuito dal trattato istitutivo, di imporre scelte di politica macroeconomica ai paesi aderenti al fondo-organizzazione.
Successivamente, però, l'attuazione del fondo è stata temporaneamente sospesa in attesa della pronuncia da parte della corte costituzionale della Germania sulla legittimità del fondo con l'ordinamento tedesco.
Il trattato stabiliva che l'organizzazione sarebbe stata istituita se gli Stati membri che rappresentavano il 90% dei suoi requisiti patrimoniali originari avessero ratificato il trattato istitutivo. Questa soglia poteva essere superata con la ratifica della Germania ma ciò non avvenne prima di una pronuncia del supremo organo giurisdizionale tedesco. La Corte Costituzionale Federale tedesca ha sciolto il nodo giuridico il 12 settembre 2012, quando si è pronunciata, purché venissero applicate alcune limitazioni, in favore della sua compatibilità con il sistema costituzionale tedesco. Pertanto, il Bundestag autorizzò la ratifica il 27 settembre 2012, portando il trattato in vigore a tale data per i sedici Stati che avevano ratificato l'accordo.
Il MES ha perciò iniziato le sue operazioni in una riunione dell'8 ottobre 2012. 

#### Iter di ratifica
Nella tabella sono riportate le date riguardanti l'iter di ratifica del Trattato che istituisce il Meccanismo europeo di stabilità tra i paesi contraenti, che sono: Regno del Belgio, la Repubblica federale di Germania la Repubblica di Estonia, la Repubblica d'Irlanda, la Repubblica Ellenica, il Regno di Spagna, la Repubblica francese, la Repubblica italiana, la Repubblica di Cipro, il Granducato di Lussemburgo, la Repubblica maltese, il Regno dei Paesi Bassi, la Repubblica d’Austria, la Repubblica Portoghese, la Repubblica di Slovenia, la Repubblica slovacca e la Repubblica di Finlandia. La lista in calce è ordinata in base alla data di deposito degli strumenti di ratifica presso il Segretariato generale del Consiglio dell'Unione europea. Se la data di deposito coincide la lista è ordinata in base alla data di approvazione parlamentare.
| Firmatario  | Data      | Istituzione | Risultato                        | Deposito  |
| ----------- | --------- | --- | -------------------------------- | --------- |
| Francia     | 21/2/2012 | Approvata dall'Assemblée nationale (Assemblea nazionale)                                                                   | 256 si, 131 astenuti e 44 no     | 2/4/2012  |
| Francia     | 28/2/2012 | Approvata dal Sénat (Senato)                                                                                               | 169 sì, 138 astenuti e 25 no     | 2/4/2012  |
| Francia     | 8/3/2012  | Promulgata dal presidente della Repubblica Nicolas Sarkozy                                                                 |                                  | 2/4/2012  |
| Grecia      | 28/3/2012 | Approvata dal Vouli ton Ellinon (Parlamento ellenico)                                                                      | 194 sì e 59 no                   | 10/5/2011 |
| Slovenia    | 19/4/2012 | Approvata dal Državni zbor (Assemblea nazionale)                                                                           | 74 sì e 1 astenuto               | 30/5/2012 |
| Slovenia    | 30/4/2012 | Promulgata dal presidente della Repubblica Danilo Türk                                                                     |                                  | 30/5/2012 |
| Belgio      | 7/6/2012  | Approvata dal Senaat/le Sénat/der Senat (Senato)                                                                           | 46 si, 14 astenuti e 4 no        | 26/6/2012 |
| Belgio      | 14/6/2012 | Approvata dalla Kamer van Volksvertegenwoordigers/Chambre des Représentants/Abgeordnetenkammer (Camera dei rappresentanti) | 90 sì, 24 astenuti e 14 no       | 26/6/2012 |
| Belgio      | 20/6/2012 | Promulgata dal re Alberto II                                                                                               |                                  | 26/6/2012 |
| Cipro       | 31/8/2012 | Approvata dal Vouli ton Antiprosópon/Temsilciler Meclisi (Camera dei rappresentanti)                                       | all'unanimità                    | 28/6/2012 |
| Cipro       | 15/6/2012 | Promulgata dal presidente della Repubblica Dimitris Christofias                                                            |                                  | 28/6/2012 |
| Finlandia   | 19/6/2012 | Approvata dall'Eduskunta (Parlamento)                                                                                      | 104 sì, 14 astenuti e 71 no      | 29/6/2012 |
| Finlandia   | 25/5/2012 | Promulgata dal presidente della Repubblica Sauli Niinistö                                                                  |                                  | 29/6/2012 |
| Slovacchia  | 22/6/2012 | Approvata dal Národná rada Slovenskej republiky (Consiglio nazionale della Repubblica Slovacca)                            | 116 sì, 5 astenuti e 20 no       | 29/6/2012 |
| Slovacchia  | 9/7/2012  | Promulgata dal presidente della Repubblica Ivan Gašparovič                                                                 |                                  | 29/6/2012 |
| Spagna      | 17/5/2012 | Approvata dal Congreso de los Diputados (Congresso dei deputati)                                                           | 262 sì, 7 astenuti e 17 no       | 2/7/2012  |
| Spagna      | 6/6/2012  | Approvata dal Senado de España (Senato)                                                                                    | 237 sì e 1 no                    | 2/7/2012  |
| Spagna      | 21/6/2012 | Promulgata dal re Juan Carlos I                                                                                            |                                  | 2/7/2012  |
| Portogallo  | 13/4/2012 | Approvata dal Assembleia da República (Assemblea della Repubblica)                                                         |                                  | 4/7/2012  |
| Portogallo  | 22/6/2012 | Promulgata dalla presidente della Repubblica Aníbal Cavaco Silva                                                           |                                  | 4/7/2012  |
| Paesi Bassi | 24/5/2012 | Approvata dalla Tweede Kamer der Staten-Generaal (Camera dei rappresentanti)                                               | 100 sì e 47 no                   | 13/7/2012 |
| Paesi Bassi | 3/7/2012  | Approvata dalla Eerste Kamer der Staten-Generaal (Senato dei Paesi Bassi)                                                  | 50 sì e 47 no                    | 13/7/2012 |
| Paesi Bassi | 05/7/2012 | Promulgata dalla regina Beatrice                                                                                           |                                  | 13/7/2012 |
| Malta       | 6/7/2012  | Approvata dalla Kamera (Parlamento)                                                                                        | all'unanimità                    | 19/7/2012 |
| Austria     | 4/7/2012  | Approvata dal Nationalrat (Consiglio nazionale)                                                                            | 156 sì e 53 no                   | 30/7/2012 |
| Austria     | 6/7/2012  | Approvata dal Bundesrat (Consiglio federale):                                                                              | 45 sì e 10 no                    | 30/7/2012 |
| Austria     | 17/7/2012 | Promulgata dal presidente federale Heinz Fischer                                                                           |                                  | 30/7/2012 |
| Lussemburgo | 26/6/2012 | Approvata dalla D'Chamber/Chambre des Députés/Abgeordnetenkammer (Camera dei deputati)                                     | 49 sì, nessuna astensione e 5 no | 31/7/2012 |
| Lussemburgo | 5/7/2012  | Promulgata dal granduca Enrico                                                                                             |                                  | 31/7/2012 |
| Irlanda     | 20/6/2012 | Approvata dal Dáil Éireann (Camera dei rappresentanti)                                                                     | 122 sì e 22 no                   | 1/8/2012  |
| Irlanda     | 27/6/2012 | Approvata dal Seanad Éireann (Senato)                                                                                      | 37 si e 3 no                     | 1/8/2012  |
| Irlanda     | 9/7/2012  | Promulgata dal presidente della Repubblica Michael D. Higgins                                                              |                                  | 1/8/2012  |
| Italia      | 12/7/2012 | Approvata dal Senato della Repubblica                                                                                      | 191 si, 15 astenuti e 21 no      | 25/9/2012 |
| Italia      | 19/7/2012 | Approvata dalla Camera dei deputati                                                                                        | 380 sì, 36 astenuti e 59 no      | 25/9/2012 |
| Italia      | 23/7/2012 | Promulgata dal presidente della Repubblica Giorgio Napolitano                                                              |                                  | 25/9/2012 |
| Germania    | 29/6/2012 | Approvata dal Bundestag (Dieta federale)                                                                                   | 493 si, 5 astenuti e 105 no      | 27/9/2012 |
| Germania    | 29/6/2012 | Approvata dal Bundesrat (Consiglio federale)                                                                               | 66 sì e 4 astenuti               | 27/9/2012 |
| Germania    | 13/9/2012 | Promulgata dal presidente federale Joachim Gauck                                                                           |                                  | 27/9/2012 |
| Estonia     | 13/7/2012 | Approvata dal Riigikogu (Assemblea dello Stato)                                                                            | 59 si, 6 astenuti e 34 no        | 3/10/2012 |
| Estonia     | 11/9/2012 | Promulgata dal presidente della Repubblica Toomas Hendrik Ilves                                                            |                                  | 3/10/2012 |

#### L'iter di approvazione in Italia
In Italia il Governo Monti sottopose al Senato il 3 aprile 2012 il disegno di legge che autorizzava la ratifica del Trattato che istituisce un Meccanismo europeo di stabilità: la relazione specificava che esso era stato sottoscritto dai 17 Paesi dell’eurozona il 2 febbraio 2012, in una nuova versione che supera quella sottoscritta l'11 luglio 2011 "ampliandone sia l’ammontare massimo di risorse disponibili sia la tipologia delle operazioni consentite".
La relazione governativa specificava che in quel momento l'altro strumento - la modifica dell'articolo 136 TFUE - non era stata avviata a ratifica in nessun paese dell’eurozona. In realtà poi l'iter dei due strumenti (cui si aggiunse un terzo: il Fiscal compact) riprese a camminare affiancato ed il 12 luglio 2012 furono approvati tutti dalla Camera alta, sia pure con votazioni separate.
La ratifica parlamentare finale avvenne alla Camera dei Deputati il 19 luglio 2012 con 325 sì, 53 no e 36 astenuti.
La legge di autorizzazione alla ratifica fu promulgata dal Presidente della Repubblica con legge 23 luglio 2012, n. 116.

### Terza fase: la reviviscenza della facoltà di ingresso nell'architettura dell'Unione Europea
L'atto originario varato l'11 luglio 2011, che modificava l'articolo 136 del trattato sul funzionamento dell'Unione europea (TFUE) per autorizzare l'istituzione del MES ai sensi del diritto dell'UE, non era stato avviato a ratifica da alcun Paese membro dell'Eurozona. Il suo iter però riprese slancio nel 2012.
Lo statuto del Meccanismo europeo di Stabilità avrebbe trovato fondamento all'interno dell'Unione europea grazie a questa modifica dell'art. 136 del Trattato sul funzionamento dell'Unione europea. Tale articolo riguarda le due modalità previste per la modifica dei trattati:
- la revisione ordinaria tradizionale, per cui viene convocata una conferenza degli stati membri che negozia il trattato di revisione;
- la revisione semplificata, che si basa sull'adozione da parte del Consiglio europeo di una decisione.

Quest'ultima procedura risulta essere più agevole e può essere attivata in base all'art. 48 del TFUE a certe condizioni: la decisione adottata non deve conferire all'UE nuove competenze, andando a modificare quelle già esistenti. Sulla base di questa norma, viene introdotto l'art. 136 sezione 3 del TFUE che si rivolge agli stati parti dell'area dell'euro, che possono stabilire un meccanismo attraverso cui dare assistenza per salvaguardare l'area dell'euro.
L'atto che modificava l'articolo 136 era previsto che entrasse in vigore il 1º gennaio 2013. Tuttavia, l'ultimo dei 27 stati membri dell'Unione Europea a ratificare l'emendamento al TFUE, la Repubblica ceca, non lo ha fatto fino al 23 aprile 2013, con conseguente ritardo, nell'entrata in vigore, fino al 1º maggio 2013.

#### Iter di ratifica
Nella tabella sono riportate le date riguardanti l'iter di ratifica del Trattato. Se la data di deposito coincide la lista è ordinata in base alla data di approvazione parlamentare.
| Firmatario  | Data      | Istituzione | Risultato                        | Deposito  |
| ----------- | --------- | --- | -------------------------------- | --------- |
| Francia     | 21/2/2012 | Approvata dall'Assemblée nationale (Assemblea nazionale)                                                                   | 256 si, 131 astenuti e 44 no     | 2/4/2012  |
| Francia     | 28/2/2012 | Approvata dal Sénat (Senato)                                                                                               | 168 sì, 138 astenuti e 27 no     | 2/4/2012  |
| Francia     | 8/3/2012  | Promulgata dal presidente della Repubblica Nicolas Sarkozy                                                                 |                                  | 2/4/2012  |
| Grecia      | 28/3/2012 | Approvata dal Vouli ton Ellinon (Parlamento ellenico)                                                                      | 194 sì e 59 no                   | 17/4/2012 |
| Slovenia    | 15/7/2011 | Approvata dal Državni zbor (Assemblea nazionale)                                                                           | 80 sì e 3 astenuti               | 30/5/2012 |
| Slovenia    | 25/7/2011 | Promulgata dal presidente della Repubblica Danilo Türk                                                                     |                                  | 30/5/2012 |
| Belgio      | 7/6/2012  | Approvata dal Senaat/le Sénat/der Senat (Senato)                                                                           | 46 si, 14 astenuti e 4 no        | 26/6/2012 |
| Belgio      | 14/6/2012 | Approvata dalla Kamer van Volksvertegenwoordigers/Chambre des Représentants/Abgeordnetenkammer (Camera dei rappresentanti) | 110 sì, 2 astenuti e 14 no       | 26/6/2012 |
| Belgio      | 9/6/2012  | Promulgata dal re Alberto II                                                                                               |                                  | 26/6/2012 |
| Cipro       | 13/7/2012 | Approvata dal Vouli ton Antiprosópon/Temsilciler Meclisi (Camera dei rappresentanti)                                       | all'unanimità                    | 28/6/2012 |
| Cipro       | 15/6/2012 | Promulgata dal presidente della Repubblica Dimitris Christofias                                                            |                                  | 28/6/2012 |
| Finlandia   | 9/5/2012  | Approvata dall'Eduskunta (Parlamento)                                                                                      | 120 sì, 33 no                    | 29/6/2012 |
| Finlandia   | 25/5/2012 | Promulgata dal presidente della Repubblica Sauli Niinistö                                                                  |                                  | 29/6/2012 |
| Slovacchia  | 15/5/2012 | Approvata dal Národná rada Slovenskej republiky (Consiglio nazionale della Repubblica Slovacca)                            | 130 sì, 1 astenuto e 11 no       | 29/6/2012 |
| Slovacchia  | 9/7/2012  | Promulgata dal presidente della Repubblica Ivan Gašparovič                                                                 |                                  | 29/6/2012 |
| Spagna      | 17/5/2012 | Approvata dal Congreso de los Diputados (Congresso dei deputati)                                                           | 292 sì, 7 astenuti e 17 no       | 2/7/2012  |
| Spagna      | 6/6/2012  | Approvata dal Senado de España (Senato)                                                                                    | 234 sì e 1 no                    | 2/7/2012  |
| Spagna      | 21/6/2012 | Promulgata dal re Juan Carlos I                                                                                            |                                  | 2/7/2012  |
| Portogallo  | 8/12/2011 | Approvata dal Assembleia da República (Assemblea della Repubblica)                                                         |                                  | 4/7/2012  |
| Portogallo  | 2/2/2012  | Promulgata dalla presidente della Repubblica Aníbal Cavaco Silva                                                           |                                  | 4/7/2012  |
| Paesi Bassi | 24/5/2012 | Approvata dalla Tweede Kamer der Staten-Generaal (Camera dei rappresentanti)                                               | 100 sì e 46 no                   | 13/7/2012 |
| Paesi Bassi | 3/7/2012  | Approvata dalla Eerste Kamer der Staten-Generaal (Senato dei Paesi Bassi)                                                  | 50 sì e 23 no                    | 13/7/2012 |
| Paesi Bassi | 05/7/2012 | Promulgata dalla regina Beatrice                                                                                           |                                  | 13/7/2012 |
| Malta       | 2/10/2012 | Approvata dalla Kamera (Parlamento)                                                                                        | all'unanimità                    | 19/7/2012 |
| Austria     | 4/7/2012  | Approvata dal Nationalrat (Consiglio nazionale)                                                                            | 125 sì e 53 no                   | 30/7/2012 |
| Austria     | 6/7/2012  | Approvata dal Bundesrat (Consiglio federale):                                                                              | 45 sì e 10 no                    | 30/7/2012 |
| Austria     | 17/7/2012 | Promulgata dal presidente federale Heinz Fischer                                                                           |                                  | 30/7/2012 |
| Lussemburgo | 26/6/2012 | Approvata dalla D'Chamber/Chambre des Députés/Abgeordnetenkammer (Camera dei deputati)                                     | 48 sì, nessuna astensione e 5 no | 31/7/2012 |
| Lussemburgo | 3/7/2012  | Promulgata dal granduca Enrico                                                                                             |                                  | 31/7/2012 |
| Irlanda     | 19/6/2012 | Approvata dal Dáil Éireann (Camera dei rappresentanti)                                                                     | 122 sì e 22 no                   | 1/8/2012  |
| Irlanda     | 27/6/2012 | Approvata dal Seanad Éireann (Senato)                                                                                      | 37 si e 3 no                     | 1/8/2012  |
| Irlanda     | 3/7/2012  | Promulgata dal presidente della Repubblica Michael D. Higgins                                                              |                                  | 1/8/2012  |
| Italia      | 12/7/2012 | Approvata dal Senato della Repubblica                                                                                      | 230 si, 22 astenuti e 22 no      | 25/9/2012 |
| Italia      | 19/7/2012 | Approvata dalla Camera dei deputati                                                                                        | 380 sì, 36 astenuti e 59 no      | 25/9/2012 |
| Italia      | 23/7/2012 | Promulgata dal presidente della Repubblica Giorgio Napolitano                                                              |                                  | 25/9/2012 |
| Germania    | 29/6/2012 | Approvata dal Bundestag (Dieta federale)                                                                                   | 504 si, 1 astenuto e 97 no       | 27/9/2012 |
| Germania    | 29/6/2012 | Approvata dal Bundesrat (Consiglio federale)                                                                               | 65 sì e 4 astenuti               | 27/9/2012 |
| Germania    | 13/9/2012 | Promulgata dal presidente federale Joachim Gauck                                                                           |                                  | 27/9/2012 |
| Estonia     | 8/8/2012  | Approvata dal Riigikogu (Assemblea dello Stato)                                                                            | 86 si e 2 astenuti               | 3/10/2012 |
| Estonia     | 14/8/2012 | Promulgata dal presidente della Repubblica Toomas Hendrik Ilves                                                            |                                  | 3/10/2012 |

#### L'iter di approvazione in Italia
La ratifica parlamentare finale avvenne alla Camera dei Deputati il 19 luglio 2012 con 380 voti a favore, 59 contrari e 36 astenuti.
La legge di autorizzazione alla ratifica fu promulgata dal Presidente della Repubblica con la legge 23 luglio 2012, n. 115.

### Quarta fase: attuazione dell'integrazione nella UE
Il mandato a negoziare lo statuto del MES dopo il 2013 poteva finalmente avvenire nel rispetto del diritto dell'Unione, vincolo che si ricava implicitamente dalla norma prevista dal nuovo ultimo comma dell'articolo 136 TFUE, sia pure come facoltà da esercitare con nuovo, e separato, atto di volontà. Tuttavia, se un'esigenza di maggiore integrazione nella struttura dell'Unione europea era ancora avvertita, si registrava ancora una certa riluttanza ad avvalersi della facoltà - di cui al nuovo articolo 136 TFUE - di incorporare il MES nel diritto dell’UE.
Solo nel giugno 2015 fu pubblicato un piano di riforma dell'UEM aggiornato che prevedeva che - nel medio termine (tra luglio 2017 e 2025) - il MES dovesse essere trasposto pienamente nel quadro giuridico dell'UE applicabile a tutti gli Stati membri della zona euro, in modo che potesse essere governato più agevolmente dalle istituzioni dell'Unione europea.
Alla fine, il 30 novembre 2020 i ministri delle finanze dell’Eurogruppo decisero di modificare i trattati che stabiliscono la forma del MES e del Fondo di risoluzione unico, mediante un nuovo trattato da sottoporre alla ratifica di tutti gli Stati membri dell’Eurozona. Le modifiche proposte includono:
- L’istituzione del MES come sostegno al Fondo di Risoluzione Unico (FRU), attraverso una linea di credito rotativa;
- Riforma della governance del MES;
- Introduzione obbligatoria di clausole di azione collettiva a ramo unico (CAC) nelle nuove obbligazioni sovrane emesse dell'area euro;
- Modifiche dei criteri di ammissibilità agli strumenti di assistenza finanziaria precauzionale;
- Chiarimenti ed ampliamenti del mandato del MES sulla gestione economica.

Le modifiche al trattato MES sono state firmate il 27 gennaio 2021 da tutti gli Stati membri della zona euro e la loro ratifica da parte dei parlamenti degli Stati membri si è aperta.
A partire dal 10 agosto 2023, tutti i membri della zona euro tranne l’Italia avevano ratificato tale accordo di modifica del Trattato MES.
Il 21 dicembre 2023 l'Aula della Camera, chiamata a ratificare la riforma del MES, ha bocciato il primo articolo del testo con 184 voti contrari, 72 favorevoli e 44 astenuti, respingendo, di fatto, la riforma del MES. L'Italia, a fine 2023, è dunque l'unico Stato europeo ad aver respinto la riforma. Il MES resta pertanto in funzione nella sua impostazione originaria, ossia come strumento di sostegno agli Stati membri in difficoltà.

## Veste giuridica
Dal punto di vista giuridico, il MES è un'organizzazione internazionale il cui scopo è quello di amministrare il fondo sovvenzionato dagli stati membri. Tale natura supera così le criticità dei suoi antecedenti, che si configuravano come società di diritto lussemburghese: in particolare il meccanismo europeo di stabilizzazione finanziaria (MESF) era una Société Anonyme.
L'organizzazione odierna ha comunque i caratteri di un'azienda (pubblica, visto che risponde ad un ente composto da alcuni degli stati membri UE), perché gestisce un fondo che ha una sede, degli amministratori, dei dirigenti e personale stipendiato: ad essi, per le parti non disciplinate dai trattati, si applica residualmente la legge del Lussemburgo sulle società commerciali del 1915.

## Funzionamento

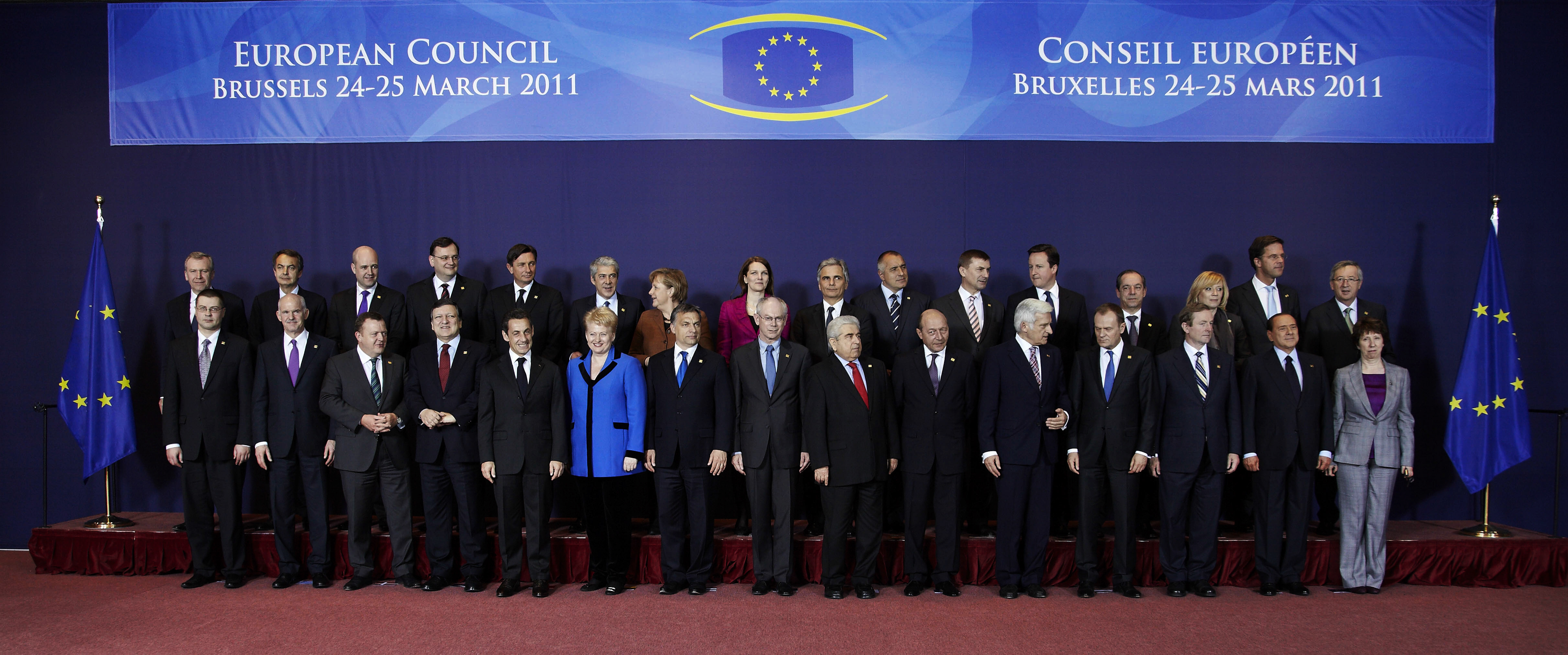
Partecipanti al Consiglio Europeo del 24–25 marzo 2011, che ha provveduto alla revisione dell'art. 136 del TFUE per istituire il MES

Il MES sostituisce il Fondo europeo di stabilità finanziaria (FESF) e il Meccanismo europeo di stabilizzazione finanziaria (MESF), nati per salvare dall'insolvenza gli stati di Portogallo e Irlanda, investiti dalla crisi economico-finanziaria. Il MES è attivo da luglio 2012 con una capacità di oltre 650 miliardi di euro, compresi i fondi residui dal fondo temporaneo europeo, pari a 250-300 miliardi.
Il MES è regolato dalla legislazione internazionale e ha sede in Lussemburgo. Il fondo emette prestiti (concessi a tassi fissi o variabili) per assicurare assistenza finanziaria ai paesi in difficoltà e acquista titoli sul mercato primario (contestualmente all'attivazione del programma Transazione Monetaria Definitiva - TMD), ma con l'eventualità di condizioni che possono essere molto severe. Queste condizioni rigorose "possono spaziare da un programma di correzioni macroeconomiche al rispetto costante di condizioni di ammissibilità predefinite" (art. 12). Le condizioni e modalità del finanziamento sono negoziate col Paese richiedente e formalizzate in un memorandum d'intesa (art. 13), per il quale non è previsto l'obbligo di ratifica da parte dello Stato membro. La linea di credito associata può eventualmente essere erogato "sotto forma di linea di credito condizionale precauzionale o sotto forma di una linea di credito
soggetto a condizioni rafforzate" (art. 14).
Potranno essere attuati, inoltre, interventi sanzionatori per gli stati che non dovessero rispettare le scadenze di restituzione i cui proventi andranno ad aggiungersi allo stesso MES. È previsto, tra le altre cose, che "in caso di mancato pagamento, da parte di un membro dell'Esm, di una qualsiasi parte dell'importo da esso dovuto a titolo degli obblighi contratti in relazione a quote da versare [...] detto membro dell'Esm non potrà esercitare i propri diritti di voto per l'intera durata di tale inadempienza" (art. 4, c. 8).
Il fondo è gestito dal Consiglio dei governatori formato dai ministri finanziari dell'area euro, da un Consiglio di amministrazione (nominato dal Consiglio dei governatori) e da un direttore generale, con diritto di voto, nonché dal commissario UE agli affari economico-monetari e dal presidente della BCE nel ruolo di osservatori. Le decisioni del Consiglio devono essere prese a maggioranza qualificata o a maggioranza semplice (art. 4, c. 2). Il MES emette strumenti finanziari e titoli, simili a quelli che il FESF emise per erogare gli aiuti a Irlanda, Portogallo e Grecia (con la garanzia dei paesi dell'area euro, in proporzione alle rispettive quote di capitale nella BCE), e potrà acquistare titoli di stati dell'euro zona sul mercato primario e secondario. Il fondo potrà concludere intese o accordi finanziari anche con istituzioni finanziarie e istituti privati. È previsto l'appoggio anche delle banche private nel fornire aiuto agli stati in difficoltà. In caso di insolvenza di uno Stato finanziato dal MES, quest'ultimo avrà diritto a essere rimborsato prima dei creditori privati.
L'operato del MES, i suoi beni e patrimoni ovunque si trovino e chiunque li detenga, godono dell'immunità da ogni forma di processo giudiziario (art. 32). Nell'interesse del MES, tutti i membri del personale sono immuni da procedimenti legali in relazione ad atti da essi compiuti nell'esercizio delle proprie funzioni e godono dell'inviolabilità nei confronti dei loro atti e documenti ufficiali (art. 35). Tuttavia, un collegio di cinque revisori esterni (art. 30, comma 1 e 2), indipendente e nominato dai governatori del fondo, ha accesso ai libri contabili e alle singole transazioni del MES. La composizione del collegio è così ripartita: un membro proviene dalla Corte dei Conti Europea, e altri due a rotazione dagli organi supremi di controllo degli Stati membri.
La Corte Costituzionale tedesca ha posto un limite al contributo tedesco al salvataggio dei Paesi in difficoltà, evitando comunque di vincolare ogni singola azione del MES al giudizio del Parlamento.

### Quote e diritti di voto
I diritti di voto di ogni Stato membro non sono capitari (voto personale), ma in proporzione al valore delle quote versate nel fondo. Le quote di capitale autorizzato e richiamabili sono emesse alla pari (prezzo uguale al valore nominale), senza essere in alcun modo gravate da oneri, mentre pegni e ipoteche non sono trasferibili. In caso di mancato pagamento, lo stato membro perde il diritto di voto finché non risolve la posizione debitoria, e il numero dei diritti di voto è ricalcolato fra gli altri stati. Ciascuno stato mantiene invece l'obbligo ("irrevocabile e incondizionato", art. 8, c. 4) di contribuire al capitale autorizzato, anche se diviene beneficiario o riceve assistenza finanziaria dal MES. Per tutte le decisioni è necessaria la presenza della maggioranza relativa di due terzi dei membri aventi diritto di voto, che rappresentino almeno i due terzi dei diritti di voto.
Nel concedere un sostegno alla stabilità, il MES inoltre persegue la completa copertura dei costi operativi e di finanziamento e vi include un margine adeguato. Il tasso di interesse oltre alla copertura dei costi deve garantire un profitto al fondo dal ricevimento della richiesta (art. 9, comma 3).
La responsabilità di ciascun membro del MES è in ogni caso limitata alla sua quota di capitale autorizzato al prezzo di emissione determinato. Nessun membro del MES può essere considerato responsabile, in virtù della sua appartenenza al MES, degli obblighi da questi contratti.

### Quote di partecipazione per stato membro
Secondo l'art. 11 del trattato istitutivo del MES, il criterio di ripartizione delle quote partecipative tra ciascun stato membro è basato sul modello di sottoscrizione del capitale della BCE da parte delle banche centrali nazionali, a sua volta previsto dall'art. 29 del protocollo n. 4 sullo statuto del Sistema europeo delle banche centrali, allegato al TUE e al TFUE: in particolare, la quota di partecipazione al MES è determinata tenuto conto, in pari misura, della popolazione dello stato membro in rapporto alla popolazione complessiva degli stati aderenti al fondo e del prodotto interno lordo del medesimo stato membro in rapporto a quello complessivo degli stati partecipanti al fondo.
Il MES ha un capitale autorizzato di 700 miliardi di € di cui solo 80 saranno versati dagli stati membri: i rimanenti 620 miliardi (se necessari) saranno raccolti attraverso apposite emissioni di obbligazioni sul mercato.
Il trattato prevedeva il pagamento del capitale in 5 rate annuali ma l'eurogruppo nella riunione del 30 marzo 2012 ha deciso che il pagamento avrebbe dovuto essere accelerato per poter essere completato entro la metà del 2014.
| Stato membro del MES | Percentuale di contributo | Numero di azioni | Capitale sottoscritto (miliardi di €) | Capitale versato (miliardi di €) | PIL nominale 2010 (milioni di $) |
| -------------------- | ------------------------- | ---------------- | ------------------------------------- | -------------------------------- | -------------------------------- |
| Germania             | 27,1464%                  | 1.900.248        | 190,0248                              | 21,7171                          | 3.315.643                        |
| Francia              | 20,3859%                  | 1.427.013        | 142,7013                              | 16,3087                          | 2.582.527                        |
| Italia               | 17,9137%                  | 1.253.959        | 125,3959                              | 14,3310                          | 2.055.114                        |
| Spagna               | 11,9037%                  | 833.259          | 83,3259                               | 9,5230                           | 1.409.946                        |
| Paesi Bassi          | 5,717%                    | 400.190          | 40,019                                | 4,5736                           | 783.293                          |
| Belgio               | 3,4771%                   | 243.397          | 24,3397                               | 2,7817                           | 465.676                          |
| Grecia               | 2,8167%                   | 197.169          | 19,7169                               | 2,2534                           | 305.415                          |
| Austria              | 2,7834%                   | 194.838          | 19,4838                               | 2,2267                           | 376.841                          |
| Portogallo           | 2,5092%                   | 175.644          | 17,5644                               | 2,0074                           | 229.336                          |
| Finlandia            | 1,7974%                   | 125.818          | 12,5818                               | 1,4379                           | 239.232                          |
| Irlanda              | 1,5922%                   | 111.454          | 11,1454                               | 1,2738                           | 204.261                          |
| Slovacchia           | 0,824%                    | 57.680           | 5,768                                 | 0,6592                           | 86.262                           |
| Slovenia             | 0,4276%                   | 29.932           | 2,9932                                | 0,3421                           | 46.442                           |
| Lussemburgo          | 0,2504%                   | 17.528           | 1,7528                                | 0,2003                           | 52.433                           |
| Cipro                | 0,1962%                   | 13.734           | 1,3734                                | 0,1570                           | 22.752                           |
| Estonia              | 0,186%                    | 13.020           | 1,302                                 | 0,1488                           | 19.220                           |
| Malta                | 0,0731%                   | 5.117            | 0,5117                                | 0,0585                           | 7.801                            |
| Totale               | 100.0                     | 7.000.000        | 700                                   | 80                               | 12.202.194                       |

## Modalità di assistenza
Secondo l'art. 3 del trattato istitutivo del MES, tale organizzazione si pone come obiettivo quello di raccogliere fondi e sostenere gli stati membri della stessa - perciò, coloro che hanno adottato la moneta unica - in caso di gravi problemi finanziari.
- L'assistenza viene conferita su richiesta dello stato in difficoltà;
- l'organo plenario del MES dà mandato alla Commissione europea affinché accerti se la crisi di quel dato stato possa avere un effetto contagio e portare perciò alla crisi dei paesi dell'area dell'euro. La Commissione verifica anche la condizione delle finanze pubbliche e definisce il fabbisogno finanziario di quel paese;
- l'organo plenario del MES adotta poi la decisione di garantire assistenza in linea di principio.

Con l'avvio del negoziato della Commissione con lo stato, la BCE e il FMI (qualora venga richiesta assistenza anche a questa organizzazione), viene concluso un memorandum d'intesa.
Nel memorandum viene specificata la condizionalità che dovrà rispettare alcuni parametri:
- le decisioni eventuali devono essere adottate dal Consiglio dell'UE in base ai poteri che gli sono conferiti nel quadro della procedura dei disavanzi pubblici eccessivi;
- il Managing director del MES propone poi i termini del memorandum, firmato dalla Commissione che sovrintende al rispetto della condizionalità prevista.

Nonostante MES e UE siano istituzioni distinte, esse agiscono in stretto coordinamento. In particolare, sono la Commissione europea e la BCE che si occupano della procedura con il MES.

## Critiche
Diversamente da altri fondi di stabilità come il Fondo Interbancario di Tutela dei Depositi, non è prevista la possibilità di un mero accantonamento contabile, ovvero il conferimento in proprietà o ipoteca di beni demaniali, e quindi di una sua definizione preventiva in assenza dell'applicazione degli aggiustamenti di bilancio, con i quali gli stati potrebbero in futuro reperire in tempi rapidi la quota di loro competenza, laddove richiesto dal fondo MES.
L'accantonamento contabile tuttavia potrebbe evitare il trasferimento e l'immobilizzo finanziario pluriennale di importanti risorse dei bilanci nazionali, comportando il rischio di scarso impiego nel fondo, laddove non è riscontrabile analoga rigidità nelle norme degli stati membri per l'accertamento e la valorizzazione dei beni e dei versamenti relativi al capitale sociale nelle società di capitali di diritto privato.
La legislazione europea non prevede inoltre un tetto massimo, deliberato da un organismo esterno, alla leva finanziaria fra capitale sociale autorizzato e esposizione debitoria verso gli Stati membri, quale strumento di gestione per evitare che un fondo di garanzia indipendente con compiti di pubblica utilità, relative immunità e garanzie di riservatezza, possa trasformarsi in un soggetto speculativo.
Unica indicazione del rapporto con gli istituti di credito è la possibilità di finanziarsi nel mercato secondario e interbancario, senza cenni in merito alla facoltà di detenere azioni o strumenti derivati, conferibili dagli stati membri che hanno convertito aiuti alle loro banche in azioni di proprietà. Questione che porrebbe innanzitutto il problema di nazionalità delle banche, trasferendo il controllo a un soggetto estero e, per i suoi fini, privo di controllo politico. In secondo luogo la questione di sovrapposizione di competenze con la BCE, in rapporto di proprietà col MES e regolatore del settore bancario, oltreché unico soggetto avente strumenti per essere un prestatore di ultima istanza (laddove il MES non può praticare il quantitative easing, ovvero regolamentare le garanzie dei suoi prestiti senza le conseguenze del giudizio dei mercati).